# Guitar Gangsters & Cadillac Blood
Guitar Gangsters and Cadillac Blood is het derde album van de Deense band Volbeat. Dit album kwam uit in september 2008 en kwam hoog in de muziekparade te staan.

## Tracklist
1. Intro / End of the World - 1:05
2. Guitar Gangsters & Cadillac Blood - 3:08
3. Back to Prom - 1:51
4. Mary Ann's Place - 3:41
5. Hallelujah Goat - 3:30
6. Maybelenne i Hofteholder - 3:20
7. We - 3:46
8. Still Counting - 4:21
9. Light a Way - 4:42
10. Wild Rover of Hell - 3:42
11. I'm So Lonesome I Could Cry - 3:21
12. A Broken Man and the Dawn - 4:45
13. Find That Soul - 3:43
14. Making Believe - 3:29

## Hitnotering
| "Guitar Gangsters & Cadillac Blood" in de Nederlandse Album Top 100 - binnen: 6 september 2008 | "Guitar Gangsters & Cadillac Blood" in de Nederlandse Album Top 100 - binnen: 6 september 2008 | "Guitar Gangsters & Cadillac Blood" in de Nederlandse Album Top 100 - binnen: 6 september 2008 | "Guitar Gangsters & Cadillac Blood" in de Nederlandse Album Top 100 - binnen: 6 september 2008 | "Guitar Gangsters & Cadillac Blood" in de Nederlandse Album Top 100 - binnen: 6 september 2008 | "Guitar Gangsters & Cadillac Blood" in de Nederlandse Album Top 100 - binnen: 6 september 2008 | "Guitar Gangsters & Cadillac Blood" in de Nederlandse Album Top 100 - binnen: 6 september 2008 | "Guitar Gangsters & Cadillac Blood" in de Nederlandse Album Top 100 - binnen: 6 september 2008 | "Guitar Gangsters & Cadillac Blood" in de Nederlandse Album Top 100 - binnen: 6 september 2008 | "Guitar Gangsters & Cadillac Blood" in de Nederlandse Album Top 100 - binnen: 6 september 2008 | "Guitar Gangsters & Cadillac Blood" in de Nederlandse Album Top 100 - binnen: 6 september 2008 | "Guitar Gangsters & Cadillac Blood" in de Nederlandse Album Top 100 - binnen: 6 september 2008 |
| Week                                                                                           | 01                                                                                             | 02                                                                                             | 03                                                                                             | 04                                                                                             | 05                                                                                             |                                                                                                | 06                                                                                             |                                                                                                | 07                                                                                             | 08                                                                                             |                                                                                                |
| ---------------------------------------------------------------------------------------------- | ---------------------------------------------------------------------------------------------- | ---------------------------------------------------------------------------------------------- | ---------------------------------------------------------------------------------------------- | ---------------------------------------------------------------------------------------------- | ---------------------------------------------------------------------------------------------- | ---------------------------------------------------------------------------------------------- | ---------------------------------------------------------------------------------------------- | ---------------------------------------------------------------------------------------------- | ---------------------------------------------------------------------------------------------- | ---------------------------------------------------------------------------------------------- | ---------------------------------------------------------------------------------------------- |
| Nummer                                                                                         | 29                                                                                             | 33                                                                                             | 41                                                                                             | 75                                                                                             | 91                                                                                             | uit                                                                                            | 84                                                                                             | uit                                                                                            | 73                                                                                             | 95                                                                                             | uit                                                                                            |